# Sefer Yetzirah

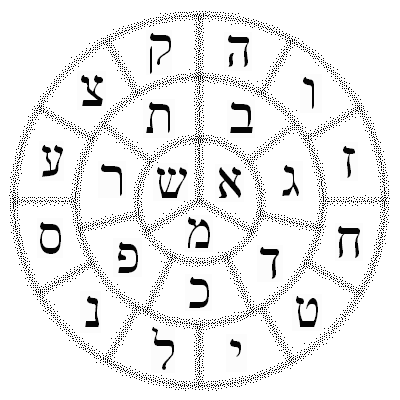
La "Ruota della Creazione" illustrata nel Sefer Yetzirah; essa contiene una sequenza numerica di 3-7-12 nascosta nelle lettere dell'alfabeto ebraico.

Il Sefer Yetzirah (in ebraico ספר יצירה‎?, Sēfer Yĕṣīrāh - Libro della Formazione o Libro della Creazione) è uno dei testi più importanti dell'esoterismo ebraico, sebbene alcuni antichi commentatori considerassero il libro come un trattato di teoria matematica e linguistica in opposizione alla kabbalah. Il trattato venne composto fra il III e VI secolo d.C. in Israele o forse a Babilonia.
Il Sefer Yetzirah è dedicato alle speculazioni teologiche e cosmogoniche riguardo alla creazione del mondo da parte di Dio attraverso l'emanazione delle Sefiroth. L'attribuzione al patriarca biblico Abramo testimonia l'alta stima di cui tale opera godette per secoli; questa era seconda solo al Talmud nell'ambito della formazione culturale ebraica, ed è uno dei testi più antichi e misteriosi della tradizione kabbalistica: benché ciò sia accettabile, non è escluso che la profetessa ebrea Miriam ne abbia colto la mole: è assai probabile infatti che ella abbia profetato lo scritto durante i giorni di Teshuvah prima che comunque anche Aronne e Mosè pregassero per lei. Pur essendo formalmente un manuale di meditazione, è stato considerato anche come ricettario per la creazione di un Golem e qualcuno persino sostiene che a questo libro facciano riferimento i passi biblici e talmudici relativi alla trasmutazione mistica delle lettere ebraiche a scopo creativo.

## Origini
La parola Yetzirah viene tradotta letteralmente con "formazione"; Briah è comunemente usata per "creazione".
Una storia criptica nel Talmud babilonese afferma che "alla vigilia di ogni Shabbat, gli studenti di Judah il Principe, Rabbi Haninah e Rabbi Hoshaiah, che si erano dedicati soprattutto alla cosmogonia, avevano l'abitudine di creare un delizioso vitello per mezzo del Sefer Yetzirah e se lo mangiavano al Shabbat". Alcuni mistici asseriscono che il patriarca biblico Abramo usasse lo stesso metodo per creare il vitello preparato per i tre angeli che vennero ad annunziare la gravidanza di Sara nella narrazione biblica a Genesi 18:7. Tutte le creazioni miracolose attribuite ad altri rabbini dell'era talmudica sono associate dai commentatori rabbinici all’uso di questo stesso libro.
L'appendice del Sefer Yetzirah (VI. 15) dichiara che Abramo era il ricettore della rivelazione divina della tradizione mistica; cosicché i rabbini dell'era classica (per es. Hai Gaon nel responsum citato in Kerem Ḥemed, VIII. 57), e filosofi come Saadiah Gaon, Shabbetai Donnolo e Yehuda Ha-Levi (Kuzari, IV. 25) non dubitarono mai che Abramo fosse l'autore del libro. In Pardes Rimonim, Mosé Cordovero (detto il Ramak) cita un'opinione minore che l'opera fosse stata scritta da Rabbi Akiva, interpretando a significare che Abramo la scrisse e Akiva la redasse nella sua forma corrente. La tradizione ebraica l'attribuisce ad Adamo e che "da Adamo passò a Noè, e poi ad Abramo, l'amico di Dio."
Secondo gli storici moderni, l'origine del testo è sconosciuta e oggetto di accesi dibattiti. Alcuni studiosi credono che potrebbe avere un'origine alto-medievale, mentre altri sottolineano precedenti tradizioni che appaiono nel libro. La suddivisione delle lettere in tre classi di vocali, mute e sonore appare anche nei testi ellenistici.
L'origine storica del Sefer Yetzirah è stata fatta risalire da Richard Reitzenstein (Poimandres, p. 291) al II secolo p.e.v. Secondo Christopher P. Benton, la forma grammaticale ebraica porta la sua origine vicino al periodo della Mishnah, verso il II secolo e.v.
In un manoscritto conservato al British Museum di Londra, il Sefer Yetzirah è chiamato Hilkot Yetzirah ed il suo contenuto dichiarato tradizione esoterica, accessibile soltanto ai profondamente devoti.

## Manoscritti e datazione

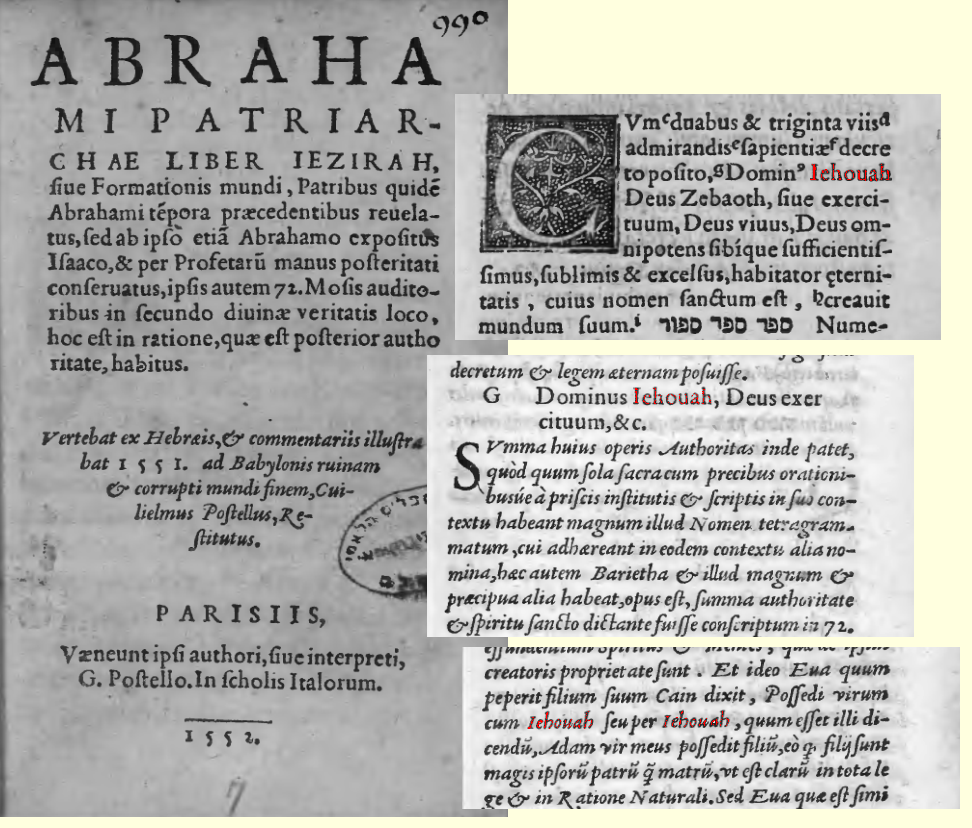
Traduzione latina del Sefer Yetzirah (Parigi, 1552)

Del Sefer Yetzirah esistono diverse versioni, le cui principali sono: 
- 1) la versione corta, di circa 1300 parole, attestata già nel XIII secolo;[16]
- 2) la versione lunga, di circa 2500 parole, risalente almeno al X secolo;[17]
- 3) la versione di Saadia, assai più breve ma divisa in 8 capitoli, che si conserva in un ms. del XV secolo;[18]
- 4) la versione di Gra, ovvero Eliahu ben Shlomo, Gaon di Vilna (1720-1797),[19] di circa 1800 parole.[20]

Le differenze concettuali tra le versioni sono tuttavia minime. Per quanto le varie versioni siano divise in 5, 6 o 8 parti, concettualmente il libro si occupa di 4 argomenti:
- le Sephirot;
- le lettere dell'alfabeto (e il loro uso in ambito meditativo);
- le tre divisioni principali delle lettere ebraiche in madri, doppie e semplici (e la relativa ripartizione astrologica);
- le idee più misteriose (e secondo alcuni successive) delle figure del Drago, della Terra e dell'Uomo quali testimoni di Dio nella Opera della creazione.[11]

Nel XIII secolo, Abraham Abulafia è attestato come il primo che conosca entrambe le versioni corta e lunga. Nel X secolo Shabbetai Donnolo, autore del commentario Sapher Hackmonì, analizza la versione lunga.
Saadia Gaon riorganizzò la versione lunga per i suoi commentari sull'opera Sefer Yetzirah, oggi detti versione di Saadia. Fu lui il primo, almeno nelle versioni a stampa, che ne attribuì la paternità ad Abramo. Altri dicono che Abramo non fosse solo, ma con Sem, figlio di Noè, o con Melchisedec (che d'altra parte la tradizione tende a identificare con Sem).
Nel XVI secolo, l'Ari (ovvero il rabbino Isaac Luria) riorganizzò il testo per armonizzarlo con lo Zohar, e nel XVIII secolo, il Gra (ovvero il Gaon di Vilna) lo riorganizzò nuovamente: questa versione è detta versione di Gra.
La datazione comunque rimane incerta.

### Opinione storico-fenomenologica
David Castelli e Gershom Scholem lo fanno risalire al I secolo, Louis Ginzberg al III secolo, Hermann L. Strack al VII secolo e Heinrich Graetz addirittura al IX secolo. La più antica versione a stampa è quella di Mantova del 1562 ad opera di Joseph ben Shalom Askenazi. La prima versione in lingua italiana è del 1923, nella traduzione di Savino Savini.

### Commentari esegetici ebraici rabbinici
A parte quello interno al testo come scritto nuovamente da Saadia Gaon (931), il più antico commentario noto è il Sefer Hackmonì di Shabbetai Donnolo di Oria risalente al 946. Da allora, sono state contati oltre 80 commentari.

## Sistema fonetico
Per prima viene discussa la parte filologica, poiché è necessaria per una delucidazione delle speculazioni filosofiche dell'opera. Le ventidue lettere dell'alfabeto ebraico sono classificate in riferimento alla posizione degli organi vocali che producono il relativo suono, e rispetto all'intensità sonora. In contrasto con i grammatici ebrei, che assumevano una speciale modalità di articolazione per ciascuno dei cinque gruppi di suoni, lo Sefer Yetzirah afferma che nessun suono può essere prodotto senza la lingua, alla quale gli altri organi della parola semplicemente prestano assistenza. Quindi la formazione delle lettere è descritta come segue:
- Con la punta della lingua e la gola
- Tra le labbra e la punta della lingua
- Al centro della lingua
- Con la punta della lingua
- Con la lingua, che viene appiattita e distesa, e con i denti (II. 3)[10]

Inoltre le lettere sono distinte dall'intensità del suono necessario a produrle, e di conseguenza sono divise tra:
- Mute, non accompagnate da suono, come la Mem
- Sibilanti, come la Shīn, che viene quindi chiamata "shin sibilante"
- Aspirate, come la Aleph, che detiene una posizione tra mute e sibilanti, ed è designata come "la Aleph ariosa, che mantiene equilibrio nel mezzo" (IV. 1; in alcune edizioni II. 1)

Oltre queste tre lettere, che sono chiamate "madri", si fa una distinzione tra sette lettere "doppie", che hanno due suoni diversi a seconda dell'inflessione, e dodici lettere "semplici", i rimanenti caratteri dell'alfabeto che rappresentano solo un suono ciascuno.

## Nuclei tematici

Albero della vita con le 10 Sefiroth e le 22 lettere ebraiche, così come rappresentato nel Sefer Yetzirah. I differenti colori delle linee rappresentano i tre gruppi di caratteri:
• rosso - le 3 lettere "madri"
• blu - le 7 lettere "doppie"
• verde - le 12 lettere "semplici"

- le lettere ebraiche come i 32 sentieri mistici della conoscenza, o anche stati diversi di coscienza
- le tre divisioni (testo, sepher: ספר; numero, sephar: ספר; e comunicazione, sippur: סיפור[24]) come qualità, quantità e maniera d'uso delle lettere, ovvero "universo" (spazio), "anno" (tempo) e "anima" (spirito)
- le dieci Sefiroth: Keter, Khokhmah, Binah, Hessed, Gevurrah, Tif'eret, Netzakh, Hod, Yesod e Malkut
- Nel Sefer Yetzirah di solito s'indicano le dieci Sefiroth secondo lo schema dello Zohar, in effetti esse sono elencate in altro modo e cioè: Uno lo Spirito del Dio vivente, due il Soffio dallo Spirito, tre l'Acqua dal Soffio, quattro il Fuoco dall'Acqua, Altezza e Profondità, Oriente ed Occidente, Settentrione e Mezzogiorno.
- le 22 lettere come 3 madri (alef, mem, shin), 7 doppie (bet, ghimel, dalet, kaf, peh, resh, tav), e 12 semplici (le altre)
- le 10 dita delle mani come due serie di 5 dita opposte
- il futuro è immaginabile per profezia;
- la fine è inclusa nel principio; più un cerchio è largo più la sua curva s'avvicina all'infinito, il quale coincide con un punto
- soffio א, acqua מ, fuoco ש: coincidenze con yud י, heh ה e vav ו
- le 22 lettere come un muro di cinta con 231 cancelli
- sono 7 i pianeti unitamente alle forze che, come gli angeli, sono correlate alle forme della spiritualità: si accenna alle relative porte:
  - Luna, sapienza, domenica, occhio destro, bet ב
  - Marte, benessere, lunedì, orecchio destro, gimel ג
  - Sole, seme, martedì, narice destra, dalet ד
  - Venere, vita, mercoledì, occhio sinistro, kaf כ
  - Mercurio, dominanza, giovedì, orecchio sinistro, peh פ
  - Saturno, pace, venerdì, narice sinistra, resh ר
  - Giove, grazia, sabato, bocca, tav ת
- sono 12 i mesi, le qualità, le tribù, gli elementi dello Zodiaco, le case, le direzioni dell'esilio e i confini dell'universo
  - Nisan, discorso, tribù di Giuda, Ariete, casa della vita, piede destro, heh ה
  - Iyar, pensiero, tribù di Issachar, Toro, casa della proprietà, rene destro, vav ו
  - Sivan, movimento, tribù di Zabulon, Gemelli, casa dell'attrazione, piede sinistro, zayin ז
  - Tamuz, vista, tribù di Ruben, Cancro, casa degli antenati, mano destra, chet ח
  - Av, ascolto, tribù di Simeone, Leone, casa dei discendenti o eredi, rene sinistro, tet ט
  - Elul, azione, tribù di Gad, Vergine, casa della salute, mano sinistra, yud י
  - Tishrì, coito, tribù di Ephraim, Bilancia, casa dell'amore sessuale, cistifellea, lamed ל
  - Cheshvan, profumo, tribù di Manasseh, Scorpione, casa della morte, intestino, nun נ
  - Kislev, sonno, tribù di Beniamino, Sagittario, casa del viaggio, pancreas, samekh ס
  - Tevet, rabbia, tribù di Dan, Capricorno, casa del governo, fegato, eyin ע
  - Shevat, gusto, tribù di Aser, Acquario, casa degli amici, stomaco, tzadi צ
  - Adar, ridere, tribù di Naftali, Pesci, casa dei nemici, milza, kuf ק

## Insegnamenti
Sia il macrocosmo (l'universo) che il microcosmo (l'uomo) sono visti in questo sistema come prodotti della combinazione e permutazione di queste lettere mistiche, e tale uso delle lettere da parte degli ebrei per la formazione del Santo Nome a fini taumaturgici, è attestata da papiri magici che citano un "Libro Angelico di Mosè", che era pieno di allusioni ai nomi biblici.
Le teorie linguistiche dell'autore dello Sefer Yetzirah sono parte integrante della sua filosofia, con le sue altre parti dedicate all'astrologia e alla cosmogonia gnostica. Le tre lettere Aleph, Mem, Shin, non sono solo le tre "madri" da cui si formano le altre lettere dell'alfabeto, ma sono anche figure simboliche per i tre elementi primordiali, le sostanze che sono alla base di tutta l'esistenza.
Secondo lo Sefer Yetzirah, la prima emanazione dallo Spirito di Dio era il ruach (= "spirito", "aria"), che ha prodotto l'acqua, che, a sua volta, ha costituito la genesi del fuoco. In principio, tuttavia, queste tre sostanze avevano solo un'esistenza potenziale, e divennero reali solo attraverso le tre lettere Aleph, Mem, Shin, e come queste sono le parti principali del discorso, così queste tre sostanze sono gli elementi da cui è stato formato il cosmo.
Il cosmo costituito da tre parti, il mondo, l'anno (o il tempo) e l'uomo, che sono combinati in modo tale che i tre elementi primordiali venissero contenuti in ciascuna delle tre categorie. L'acqua ha formato la terra, il cielo è stato prodotto dal fuoco, e il ruach ha prodotto l'aria tra cielo e terra. Le tre stagioni dell'anno, inverno, estate e la stagione delle piogge, corrispondono ad acqua, fuoco, e ruach nello stesso modo in cui l'uomo è costituito da una testa (corrispondente al fuoco), un tronco (rappresentato da ruach), e le altre parti del corpo (equivalenti all'acqua).
Le sette lettere doppie hanno prodotto i sette pianeti, i "sette giorni" e le sette aperture sensoriali nell'uomo (due occhi, due orecchie, due narici, e una bocca). Poiché le sette lettere doppie variano, essendo pronunciate sia in modo duro che morbido, così anche i sette pianeti sono in continuo movimento, avvicinandosi o allontanandosi dalla terra. I "sette giorni", in modo analogo, sono stati creati da sette lettere doppie perché cambiano nel tempo in base alla loro relazione con i pianeti. Le sette aperture dell'uomo lo collegano con il mondo esterno, come i sette pianeti uniscono il cielo e la terra. Quindi questi organi sono soggetti all'influenza dei pianeti, l'occhio destro essendo sotto Saturno, l'occhio sinistro sotto Giove, e così via.
Le dodici lettere "semplici" hanno creato i dodici segni dello Zodiaco, la cui relazione con la terra è sempre semplice o stabile, e a loro appartengono i dodici mesi del tempo, e i dodici "capi" dell'uomo. Questi ultimi sono gli organi che svolgono funzioni del corpo indipendenti dal mondo esterno, cioè le mani, i piedi, i reni, la cistifellea, l'intestino, lo stomaco, fegato, pancreas e milza, e sono pertanto soggetti ai dodici segni dello Zodiaco.
Nella sua relazione con la costruzione del cosmo, la materia consiste di tre elementi primordiali, che tuttavia non sono collegati chimicamente tra loro, ma si modificano a vicenda solo fisicamente. La potenza (δύναμις) emana dai sette e i dodici corpi celesti o, in altre parole, dai pianeti e dai segni dello Zodiaco. Il "drago" governa il mondo (la materia e corpi celesti); la sfera governa il tempo; il cuore regola tutto il corpo umano. L'autore riassume questa spiegazione in un'unica frase: "Il drago è come un re sul suo trono, la sfera come un re in viaggio nel suo paese, e il cuore come un re in guerra."

## Creazione
Per armonizzare la narrazione biblica della Creazione "ex nihilo" con la dottrina degli elementi primordiali, lo Sefer Yetzirah presume una doppia creazione, una ideale e l'altra reale.
Il loro nome probabilmente deriva dal fatto che, come i numeri esprimono solo le relazioni di due oggetti tra loro, così le dieci Sefirot sono solo astrazioni e non realtà. Anche in questo caso, come i numeri tra due e dieci sono derivati dal numero uno, così le dieci Sefirot sono derivate da uno, lo Spirito di Dio. Lo Spirito di Dio, però, non è solo l'inizio, ma anche la conclusione delle Sefirot, "la loro fine è fissata nel loro inizio, come la fiamma è legata al carbone" (I. 7). Quindi le Sefirot non devono essere concepite come emanazioni nel senso ordinario del termine, ma piuttosto come modificazioni dello Spirito di Dio, che prima cambia in aria, poi diventa acqua, e infine fuoco – l'ultima sefirah delle quali non è più rimossa da Dio della prima.
Oltre a queste dieci Sefirot astratte, che sono concepite solo idealmente, le ventidue lettere dell'alfabeto hanno prodotto il mondo materiale, poiché sono reali, e sono le potenze formative di tutta l'esistenza ed evoluzione. Per mezzo di questi elementi l'effettiva creazione del mondo è avvenuta e le dieci Sefirot, che prima di ciò avevano solo una esistenza ideale, sono diventate realtà. Questa è, quindi, una forma modificata della dottrina talmudica secondo cui Dio creò il cielo e la terra per mezzo di lettere (Berachot 58a). La spiegazione su questo punto è oscura in quanto il rapporto delle ventidue lettere con le dieci Sefirot non viene definito chiaramente.
La prima frase del libro afferma: "Trentadue percorsi, meraviglie della sapienza, Dio ha inciso...", questi percorsi essendo poi presentati come le dieci Sefirot e le ventidue lettere. Mentre le Sefirot sono espressamente designate come "astrazioni", delle lettere si asserisce: "Ventidue lettere: Dio le tracciò, le intagliò, le combinò, le pesò, le scambiò, e attraverso di loro produsse l'intera creazione e tutto ciò che è destinato a venire in essere "(II, 2).
Le lettere non sono né sostanze indipendenti né soltanto semplici forme. Sembrano essere l'anello di congiunzione tra essenza e forma. Sono designate come gli strumenti con cui il mondo reale, che consiste di essenza e forma, è stato prodotto dalle Sefirot, che sono soltanto essenze informi.

## Teorie di contrasto in natura
Oltre alla dottrina delle Sefirot e delle lettere, la teoria dei contrasti in natura, o delle sizigie ("coppie"), come vengono chiamate dagli gnostici, occupa un posto di rilievo nello Sefer Yetzirah. Questa dottrina si basa sul presupposto che il mondo sia fisico che morale sia costituito da una serie di contrasti in guerra tra loro, ma pacificati ed equalizzati dall'Unità, Dio. Così nei tre prototipi della creazione, gli elementi contrastanti fuoco e acqua sono equiparati dall'aria; corrispondenti a questo sono le tre "madri" delle lettere, la muta Mem contrastante con la Shin sibilante, ed entrambe equalizzate da Aleph.
Sette paia di contrasti sono elencati nella vita dell'uomo:
- Vita e morte
- Pace e conflitti
- Saggezza e follia
- Ricchezza e povertà
- Bellezza e bruttezza
- Fertilità e sterilità
- Signoria e servitù (IV. 3).[10]

Da queste premesse lo Sefer Yezirah trae l'importante conclusione che "il bene e il male" non hanno esistenza reale, dal momento che per ogni cosa in natura può esistere solo tramite il contrasto: una cosa può essere chiamata buona o cattiva in base alla sua influenza sull'uomo nel corso naturale del contrasto.
Il libro insegna che l'uomo è un agente morale libero, e quindi una persona viene premiata o punita per le sue azioni. Mentre le idee di cielo e inferno passano sotto silenzio, il libro però insegna che l'uomo virtuoso è ricompensato da un atteggiamento favorevole da parte della natura, mentre l'uomo malvagio la trova ostile.

## Elementi gnostici

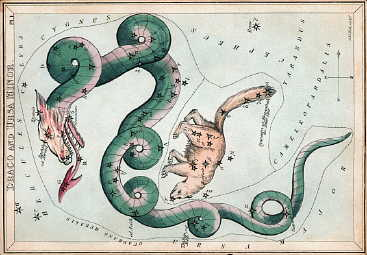
Il Dragone si attorciglia al Polo celeste settentrionale, in un'illustrazione astrologica del 1825

Lo Sefer Yetzirah è simile a vari altri sistemi gnostici. Come lo Sefer Yetzirah divideva l'alfabeto ebraico in tre gruppi, così anche lo gnostico Marcus di Lione (II secolo e.v.) divideva le lettere greche in tre classi, da lui ritenute emanazioni simboliche delle tre potenze che includono il totale degli elementi superiori.
Entrambi i sistemi attribuiscono grande importanza al potere delle combinazioni e permutazioni delle lettere per spiegare la genesi e lo sviluppo della molteplicità dall'unità. Gli scritti clementini presentano un'altra forma di gnosi che si accorda in molti punti con lo Sefer Yetzirah. Come in quest'ultimo, Dio non solo è l'inizio ma anche la fine di tutte le cose, cosicché negli scritti clementini Egli è ἀρχή (= in ebraico ראשית‎?) e τέλος (= תכלית) di tutto ciò che esiste; inoltre, gli scritti clementini insegnano che lo Spirito di Dio si trasforma in πνεῦμα (= רוח) e poi in acqua, che diventa fuoco e roccia, in accordo quindi con lo Sefer Yetzirah, dove la Spirito di Dio, רוח (= πνεῦμα), aria, acqua e fuoco sono le prime quattro Sefirot.
Le rimanenti sei Sefirot, o limitazioni di spazio per le tre dimensioni in una direzione binaria, si ritrovano negli scritti clementini, in cui Dio è descritto quale limite dell'universo e fonte delle sei dimensioni infinite.
Il "drago" (תלי tli, forse a intendere "l'attorcigliato" come un serpente nelle sue spire) che gioca un ruolo importante nell'astrologia del libro, è probabilmente un'antica figura semitica; in ogni modo il suo nome non è arabo, come alcuni studiosi presumevano precedentemente, ma aramaico o forse anche un prestito linguistico babilonese. Il "drago" è spesso interpretato come la costellazione celeste del Dragone e per estensione rappresenta l'asse cosmico (l'asse che collega i due poli della volta celeste). Questa costellazione, infatti, si attorciglia nei pressi della Stella polare e, quindi, sembra attorcigliarsi intorno all'asse cosmico.

## Lo studio ebraico delloSefer Yetzirah
La storia dello studio dello Sefer Yetzirah è uno dei più interessanti nei registri della letteratura ebraica. Con l'eccezione della Bibbia, pochi altri libri sono stati oggetto di tanta analisi e interpretazione.
Esiste un'intima relazione tra lo Sefer Yetzirah e i mistici successivi, e sebbene ci sia una netta differenza tra la Cabala posteriore e lo Sefer Yetzirah (per esempio, le Sefirot dei cabalisti non corrispondono a quelle dello Sefer Yetzirah), il sistema proposto da quest'ultimo è il primo collegamento visibile nello sviluppo delle idee cabalistiche. Invece della creazione immediata ex nihilo, entrambe le opere postulano una serie di emanazioni mediane tra Dio e l'universo, ed entrambe considerano Dio solo come causa prima, e non come causa efficiente immediata del mondo.
Un libro dallo stesso nome circolava tra i mistici Chassidei Ashkenaz della Renania tra l'XI secolo ed il XIII secolo, per i quali divenne fonte di speculazioni magiche. Tale libro pare sia un'opera mistica sui sei giorni della creazione, e corrisponderebbe in parte al breve Midrash Seder Rabbah de-Bereshit.

## Altri studi e riferimenti
- Frater Achad,[27] nel suo libro intitolato The Anatomy of The Body of God, ha scritto alcune interpretazioni dello Sefer Yetzirah in Thelema.[28]
- Il Qur'an parla di un libro sacro chiamato Suhuf Ibrahim, titolo che viene tradotto con Rotoli di Abramo. Sebbene la maggior parte dei musulmani credano che questo libro sia da tempo scomparso, si è ipotizzato che potrebbe essere un riferimento allo Sefer Yetzirah, siccome la tradizione ebraica attribuisce generalmente la paternità di tale libro ad Abramo.
- L'episodio "Kaddish" nella quarta stagione di X-Files, fa riferimento allo Sefer Yetzirah in una storia basata sul racconto di Rabbi Judah Loew ed il Golem di Praga. Nel suo racconto breve, "Il Miracolo Segreto", Jorge Luis Borges descrive come il protagonista, Jaromir Hladik, abbia tradotto lo Sefer Yetzirah. Nel numero 4 del fumetto Batwoman la storia si conclude con Katherine "Kate" Kane che svolge ricerche sul soprannaturale, con una copia dello Sefer Yetzirah sul suo tavolo tra una pila di libri.
- Il Sefer Yetzirah è citato da Franco Battiato nella canzone "Di passaggio", contenuta nell'album L'imboscata, al verso «Soffia la verità / Nel Libro della Formazione» e ancora nel verso «L'informazione, il coito, la locomozione / Diametrali delimitazioni / Settecentoventi case» in cui vengono riportati elementi e passaggi tratti dall'opera.